# Lothar Milde
Lothar Milde (* 8. listopadu 1934, Halle, Sasko-Anhaltsko) je bývalý východoněmecký atlet, stříbrný olympijský medailista a vicemistr Evropy v hodu diskem.
Třikrát v řadě získal na mistrovství Evropy bronzovou medaili (Bělehrad 1962, Budapešť 1966, Athény 1969). Třikrát se zúčastnil letních olympijských her. Na olympiádě v Římě 1960 skončil ve finále na dvanáctém místě (53,33 m). O čtyři roky později v Tokiu neprošel kvalifikací. Olympijskou medaili stříbrné hodnoty získal na letních hrách v roce 1968 v mexickém Ciudad de México hodem dlouhým 63,08 m. Bronzovou medaili zde vybojoval československý diskař Ludvík Daněk (62,92 m).